# Filippo Malabayla
Filippo Malabayla o Malabajla (Castellinaldo, 18 agosto 1580 – Asti, 11 ottobre 1657) è stato un religioso e storico italiano, abate cistercense che raccolse notizie storiche sulla città di Asti e le pubblicò in alcune sue opere. 
Molte delle notizie raccolte furono frutto dell'immaginazione del religioso nell'intento di dare lustro alla città.

## Biografia
Nacque dal conte Daniele Malabayla e Maria Pelletta. Venne ordinato cistercense  nel 1595 a Roma. Nell'ordine fece carriera assumendone la carica di Generale della sua congregazione.  Dopo quarant'anni di assenza dalla città di Asti vi fece ritorno; morì nel monastero della Consolata.

## La polemica con monsignor Della Chiesa
Nel 1654,  Francesco Agostino Della Chiesa, vescovo di Saluzzo, descrisse gli astigiani come ribelli dei propri vescovi, di scarso valore militare, eretici che si erano arricchiti grazie alla continua pratica dell'usura.
Il Consiglio Civico indignato, incaricò il padre cistercense di confutare le tesi del presule saluzzese; egli pubblicò  nel 1647 un opuscolo anonimo polemico intitolato "Clypeus civitatis Astensis at retudenda tela quae auctor Chronologicae historiae de presulibus pedemontanis in eam intorsit".
Il Della Chiesa reagì alla pubblicazione con l'" Illustratio historica" e sette anni dopo il Malabayla rispose con la pubblicazione di un nuovo "Clypeus", questa volta firmato col proprio nome.
Nell'intento di difendere la propria patria, l'abate astigiano infarcì la storia della città con molte inesattezze e mistificazioni, la più importante di tutte quella che i suoi concittadini non si ribellarono mai all'autorità vescovile, fatto al contrario che è alla base della nascita del comune di Asti nel medioevo.
Anche la presunta discendenza del martire astigiano San Secondo dalla famiglia romana  Vezia era da imputare al feudo di Vezza d'Alba della famiglia Malabayla.
È probabile che sia stato anche il primo a dare l'appellativo di Hasta Pompeja alla città nel periodo romano.
Queste teorie rimasero fino al XVIII secolo, quando Gian Secondo de Canis prima e Serafino Grassi in seguito svelarono che molte teorie dell'abate astigiano erano frutto di una sua personale interpretazione "curiosa".
Il Grassi nella sua "Storia della città di Asti" ipotizzò che l'appellativo di Pompeja derivasse forse dalla colonizzazione della città ad opera di Strabone Pompeo padre del Magno e rinforzò la tesi con la presenza dell'arco romano costruito nella zona sud-occidentale della città ed ancora presente nella raffigurazione pittorica della città nel XVI secolo.
Anche il "Compendio Historiale" in antichità attribuito a Guido Malabayla e il "Memoriale di Raimondo Turco" che rinforzavano le teorie del religioso, sono stati scritti da Filippo Malabayla.

## Le opere
- Vita di San Bernardo
- Storia della Madonna di Vico in Mondovì
- Storia dei santi astigiani
- Esortazione a rinnovare la divozione dei maggiori Santi speciali protettori, (1644)
- Clypeus civitatis Astensis at retudenda tela quae auctor Chronologicae historiae de presulibus pedemontanis in eam intorsit (Asti, 1647)
- Clypeus civitatis Astensis at retudenda tela quae auctor Chronologicae historiae de presulibus pedemontanis in eam intorsit (Lione, 1656)
- Discorso della Cappella dei SS. Apostoli oltre il Borbore (1670, postumo)